# Trichopternoides
Trichopternoides är ett släkte av spindlar som beskrevs av Jörg Wunderlich 2008. Trichopternoides ingår i familjen täckvävarspindlar.
Släktet innehåller bara arten Trichopternoides thorelli.